# Pfeiser Spitze
Die Pfeiser Spitze, auch Pfeisspitze, ist ein 2347 m ü. A. hoher Berg im Karwendel in Tirol.

## Lage und Umgebung
Die Pfeiser Spitze liegt in der Nordkette nördlich der Ortschaften Rum und Thaur im Inntal. Sie ist die höchste Erhebung der Nordkette östlich der Rumer Spitze. Nach Südwesten verläuft der Kamm weiter zur südwestlich gelegenen Thaurer Jochspitze (2306 m ü. A., ▼), bevor er zum Kreuzjöchl hin abfällt. Nach Osten hin folgen im Kammverlauf die Lattenspitze (2330 m ü. A., ▼) und die Wildangerspitze (2153 m ü. A., ▼) sowie der Übergang Törl westlich des Haller Zunterkopfs. Nördlich der Pfeiser Spitze trennt das Stempeljoch (2215 m ü. A.) die Pfeisalm mit der Pfeishütte im Westen vom Issanger oberhalb des Halltals im Osten.
Die Südflanke der Pfeiserspitze ist von schrofendurchsetzten steilen Wiesenhängen und Latschen geprägt, die Nordseite hat felsigen Charakter. Neben Hauptgipfel weist die Pfeiser Spitze noch einen nördlichen Nebengipfel, die Nördliche Pfeiser Spitze, auf.

## Stützpunkte und Wege
Stützpunkte für die Besteigung der Pfeiser Spitze sind die Pfeishütte (1922 m ü. A.) im Nordwesten, die Thaurer Alm (1464 m ü. A.) im Süden sowie die Herrenhäuser und Sankt Magdalena im Halltal (1287 m ü. A.).
Nordseitig führt ein kurzer gesicherter Steig in etwa 1,5 Stunden von der Pfeishütte aus zum Gipfel. Es gibt noch einen unschwierigen, aber brüchigen Übergang zur Thaurer Jochspitze. Der ostseitige Steig vom Törl aus führt unschwierig bis zur Wildangerspitze und von dort im Schwierigkeitsgrad II äußerst brüchig über die Lattenspitze zur Pfeiser Spitze. Der Übergang zur Nördlichen Pfeiser Spitze ist mit dem Schwierigkeitsgrad IV deutlich anspruchsvoller.